# Oberonia obesa
Oberonia obesa är en orkidéart som beskrevs av Oakes Ames. Oberonia obesa ingår i släktet Oberonia och familjen orkidéer. Inga underarter finns listade i Catalogue of Life.